# Instituts culturels et universitaires finlandais

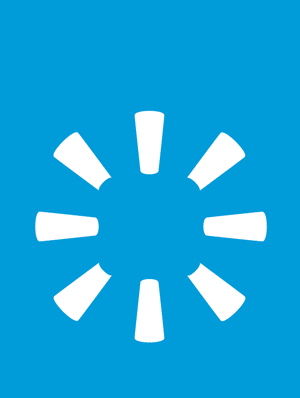
Logo SKTI (Instituts culturels et universitaires finlandais)

Les instituts culturels et universitaires finlandais ont pour but la promotion de la culture et des sciences finlandaises dans le monde.

## Réseau
Ils constituent un réseau de dix-sept établissements dont seize sont situés à l'étranger, le 17e étant le centre culturel suédo-finnois de Hanasaari/Hanaholmen à Espoo. Les instituts interviennent dans près de 70 pays.
Ils sont rassemblés depuis l'automne 2005 en une « association des instituts culturels et universitaires finlandais » qui représente la Finlande au sein des instituts culturels nationaux de l'Union européenne.
En outre, le ministère de l'Éducation apporte son soutien à leurs activités.

## Liste des instituts hors de Finlande
- Institut finlandais d'Athènes - Φινλανδικό Iνστιτούτο Aθηνών
- Institut culturel finlandais pour le Benelux - Fins Cultureel Instituut voor de Benelux
- Institut finlandais d'Allemagne - Finnland-Institut in Deutschland
- Institut finlandais du Danemark - Finlands Kulturinstitut i Danmark
- Finnagora Budapest
- Institut finlandais de Londres - The Finnish Institute in London
- Institut finlandais de Damas - Suomen Damaskoksen-instituutti (compétent pour le Moyen-Orient)
- Institut finlandais ibéromaricain de Madrid - Instituto Iberoamericano de Finlandia - Instituto Ibero-Americano da Finlândia (IIF) (compétent pour les pays hispanophones et lusophones)
- Institut finlandais de New York (compétent pour les États-Unis et le Canada)
- Institut culturel finno-norvégien
- Institut finlandais de Paris
- Institut finlandais de Saint-Pétersbourg - Институт Финляндии в Санкт-Петербурге
- Institut finlandais de Rome - Institutum Romanum Finlandiae
- Institut finlandais en Estonie - Soome Instituut
- Institut finlandais au Japon - フィンランドセンター
- Institut finlandais en Suède - Finlandsinstitutet